# Dominik Porschen
Dominik Porschen (* 1987 in Köln) ist ein deutscher Moderator, Entertainer, Influencer, Webvideoproduzent und Musiker. Als Musiker tritt er unter dem Künstlernamen DoPo auf.

## Leben
Porschen wurde 1987 in Köln geboren und wuchs im benachbarten Erftstadt auf. Bereits während seiner Schulzeit war er als Gastgeber diverser Schulveranstaltungen aktiv. 2005 erreichte er bei einem VIVA Casting die Endrunde in Berlin, wurde dort jedoch nicht ausgewählt. Nach seinem Abitur 2006 auf dem Karl Schiller Berufskolleg in Brühl studierte er ab 2007 Medienwirtschaft an der Rheinischen Fachhochschule Köln. Dort absolvierte er den Diplomstudiengang Medienwirtschaft 2010. Bereits in seiner Diplomarbeit „3D Film - USP am Kinomarkt“ zeigte sich seine große Leidenschaft für die Kino- und Filmwelt.
Nach ersten kleineren Engagements gründete er 2012 für das YouTube-Netzwerk Mediakraft Networks den YouTube-Kanal dieFilmfabrik, den er bis zu seinem Ausstieg 2015 führte. Für das Netzwerk Mediakraft war er außerdem für den Entertainment-Kanal Sendertime während der Laufzeit verantwortlich. Zwischen 2013 und 2017 moderierte er die Videodays in der Lanxess Arena in Köln sowie die Ausgaben in Berlin bzw. Potsdam. Von 2014 bis 2019 war Porschen dazu auch das Gesicht der Telekom Street Gigs, einer exklusiven Konzertreihe der Deutschen Telekom.
Nach seinem Weggang von Mediakraft gründete er 2015 den YouTube-Kanal Filmlounge. Die dazugehörige Firmengründung der TubeLounge GmbH erfolgte 2016. Mit der TubeLounge GmbH produziert Porschen die YouTube-Kanäle Filmlounge und (seit 2019 wieder) dieFilmfabrik. In diesem Zuge interviewt er seit 2013 nationale und internationale Filmstars. Außerdem organisiert er mit TubeLounge als Eventagentur Veranstaltungen für Filmstudios wie Communitypreviews und Special Screenings. 2019 ging er mit seinem Solo-Programm Spoil Doch! auf Deutschlandtour. Porschen moderiert seit Jahren Filmpremieren für die Studios, war 2016–2018 der Gastgeber der Filmfestival Cologne Awards, und moderiert seit 2018 den Berlinale Empfang der Filmstiftung NRW und die Filmmesse Köln.
2019 war Porschen an der Seite von Bullshit TV in einer vierteiligen TV-Sendung „Streetfun“ auf ProSieben Maxx zu sehen. 2020 hatte er eine Sprechrolle im Animationsfilm SpongeBob Schwammkopf: Eine schwammtastische Rettung und war das Gesicht von MagentaTV bei der Berlinale. Noch im selben Jahr wurde er als Host der Sendung #Watchlist auf dem Magenta TV hauseigenem TV-Sender #DabeiTV bekannt. Auch hier stellt er aktuelle Film- und Seriestarts vor und interviewt Mitwirkende der Filmbranche. Diese Sendung wird ebenso von seiner eigenen Produktionsfirma TubeLounge GmbH für den Auftraggeber Sporttotal Content Marketing GmbH produziert.
Seit 2022 ist Porschen auch als Musiker aktiv. Vereinzelt trat er live auf und sang in seiner Show. Am 4. März 2022 erschien unter seinem Künstlernamen DoPo die Single „Meer“.
Porschen lebt in seiner Heimatstadt Köln. Seine Beziehung zu seinem Partner zeigt er öffentlich z. B. auf Instagram und engagiert sich seit Jahren für mehr Toleranz. Immer wieder positioniert er sich gegen Rassismus, Homophobie und Hass. 2018 organisierte er ein „Wir sind Mehr Screening“ gegen Rassismus, bei der Flutkatastrophe 2021 in Erftstadt sammelte er dazu aktiv Spenden und moderierte für die Malteser einen Stream.